# Étienne Lenoir (Erfinder)

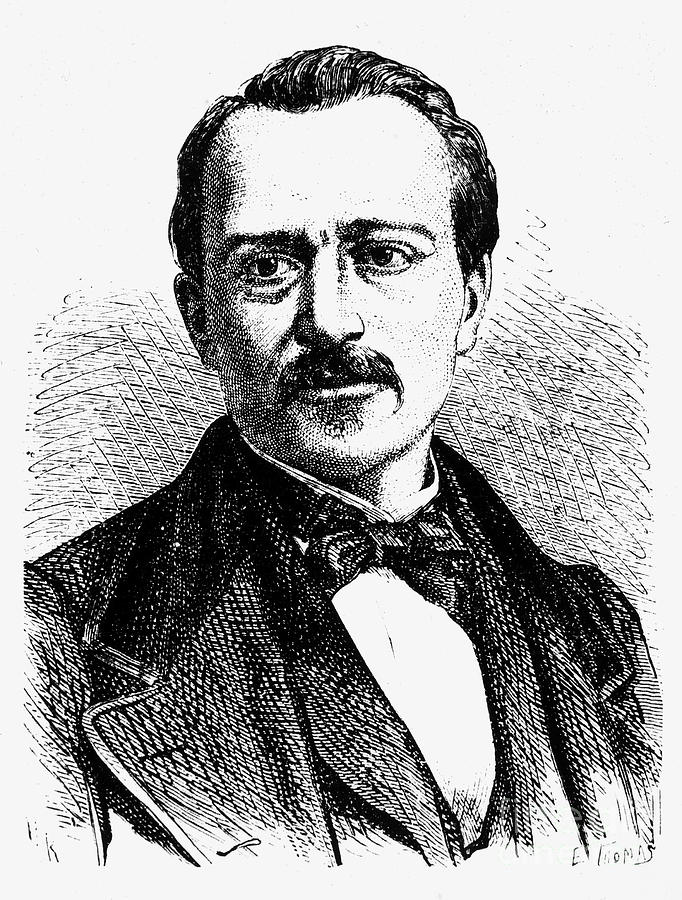
Étienne Lenoir

Jean-Joseph Étienne Lenoir (* 12. Januar 1822 in Mussy-la-Ville (Großherzogtum Luxemburg, seit 1839 Belgien); † 4. August 1900 in La Varenne-Saint-Hilaire, Teil von Saint-Maur-des-Fossés (Frankreich)) war ein Erfinder mit 80 Patenten und Geschäftsmann. Er war ein Pionier im Bau von Wärmekraftmaschinen und entwickelte den ersten funktionstüchtigen Gasmotor, den er auch in einen Wagen und Boote einbaute. Lenoir war Ritter der Ehrenlegion und erhielt die französische Staatsbürgerschaft.

## Jugend
Lenoir kam als drittes von acht Kindern in der 800-Seelen-Gemeinde Mussy-la-Ville in der Nähe von Virton zur Welt. Er scheint sich früh für einen technischen Beruf entschieden zu haben, eine entsprechende Ausbildung konnte sich seine Familie jedoch nicht leisten. Er verließ seine Heimat 1838 offenbar ohne Bedauern. Überliefert ist, dass er am Dorfausgang seine Schuhe wegwarf, weil er keine Krume Erde mitnehmen wollte aus einem Land, das nicht verstünde, was er wolle. Zu Fuß ging er über Reims und Meaux nach Paris, wo er im Sommer 1838 eintraf. Den Lebensunterhalt in dieser Zeit verdiente er sich durch Gelegenheitsarbeiten auf Bauernhöfen.

## Erfindungen vor dem Gasmotor
Er fand eine Anstellung als Kellner in der Auberge de l’Aigle d’Or in der rue du Temple im 3. Arrondissement, wo er auch wohnte. In seiner Freizeit las er und experimentierte im Keller der Herberge. Ein Emaillierer im Quartier stellte ihn als Arbeiter ein. Lenoir beschäftigte sich nun mit dem Problem, weißes Email mittels Oxidation herzustellen. Er fand eine Formel und erhielt 1847 sein erstes Patent darauf. Das Verfahren wurde vor allem bei der Herstellung von Zifferblättern angewendet.
Lenoir interessierte sich auch für Elektrolyse und entwickelte ein spezielles Verfahren zum Versilbern oder Verkupfern kleiner runder Gegenstände. Der Goldschmied Charles Christofle kaufte es ihm ab und empfahl ihm, es patentieren zu lassen. Das geschah 1851. Christofle wandte das Verfahren bei der ornamentalen Ausgestaltung der Pariser Oper an.
Keinen Erfolg hatte Lenoir mit der Entwicklung eines elektromagnetischen Motors. Zwischen 1855 und 1857 erhielt er mehrere Patente zu völlig unterschiedlichen technischen Lösungen: im Eisenbahnbereich arbeitete er an elektrischen Signalen und Sicherheitssystemen wie Bremsen; er entwickelte einen Regler für Dynamos, erfand eine mechanische Knetmaschine, einen Wasserzähler und ein Verfahren zur Beschichtung von gläsernen Oberflächen. Vom Verkauf seiner Erfindungen konnte Lenoir mittlerweile leben. Er wohnte damals am Boulevard du Prince-Eugène 139 – 1870 umbenannt in Boulevard Voltaire.
Seit er über den Fardier des Nicholas Cugnot gelesen und das Fahrzeug an der École Centrale des Arts et Manufactures gesehen hatte (wo es heute noch steht), überlegte er, wie eine solche Konstruktion besser ausgeführt werden könnte. Der Fardier war über sieben Meter lang, wog vier Tonnen und hatte eine dem Stand der Technik beim Bau entsprechende ineffiziente Dampfmaschine als Antrieb. Die Bremse war ebenso ungenügend und der Steuermechanismus schwerfällig, weil der Kolben der Maschine auf das gelenkte Vorderrad der Maschine einwirkte. Hinzu kam das Gewicht des direkt darüber angebrachten Heizkessels. Bei seinen zahlreichen Besuchen in der École Centrale lernte Lenoir den Eisenbahningenieur Alphonse Beau de Rochas (1815–1893) kennen. Der als schwierig bekannte Rochas half Lenoir bei seinen Recherchen.

## Der Gasmotor

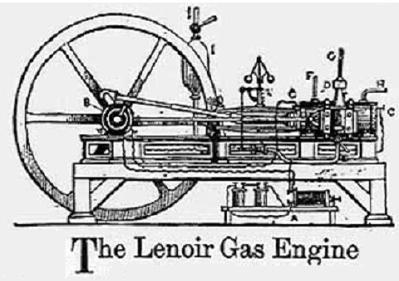
Schema des Lenoir-Gasmotors

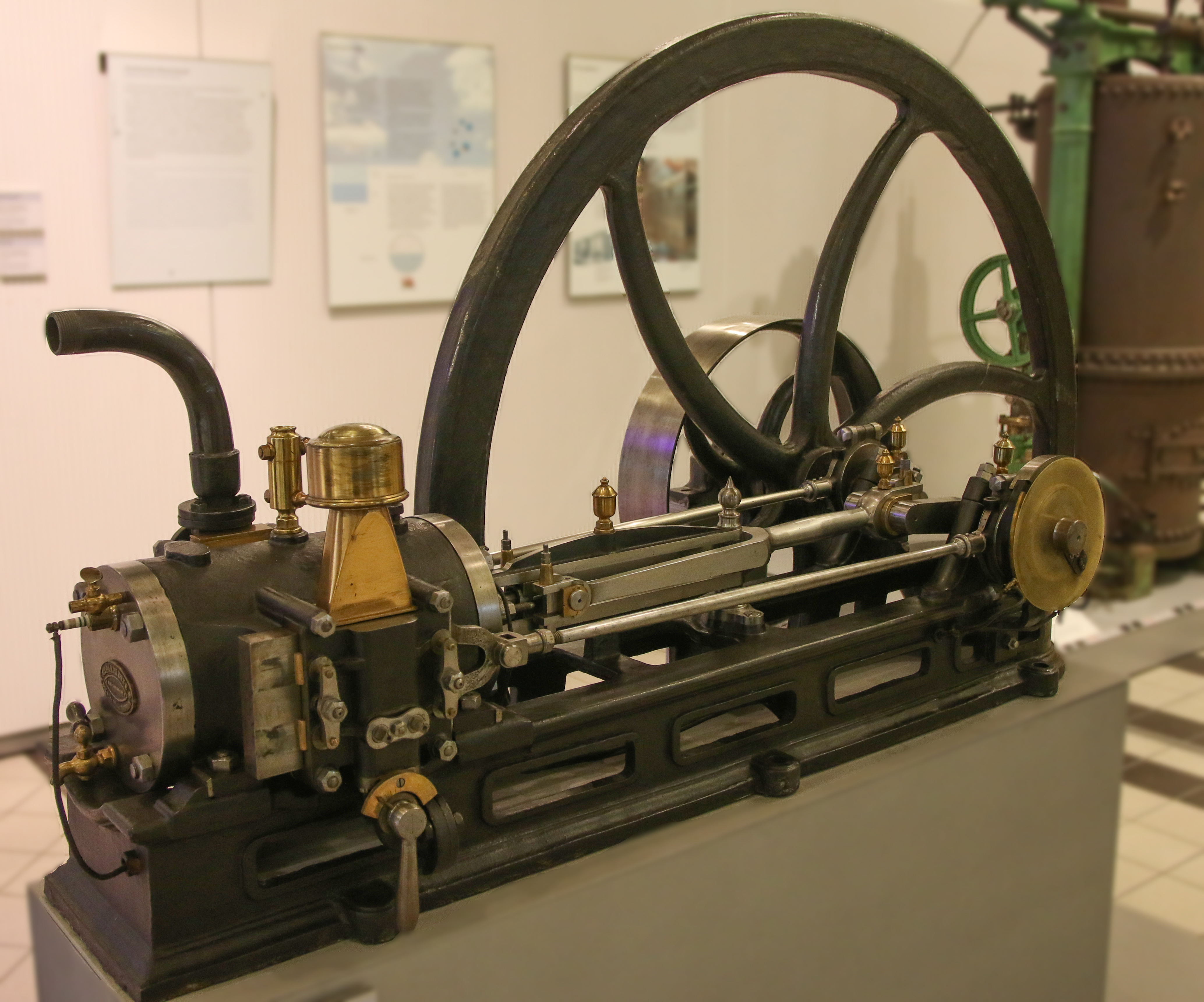
Lenoir-Gasmotor im Technischen Museum Wien

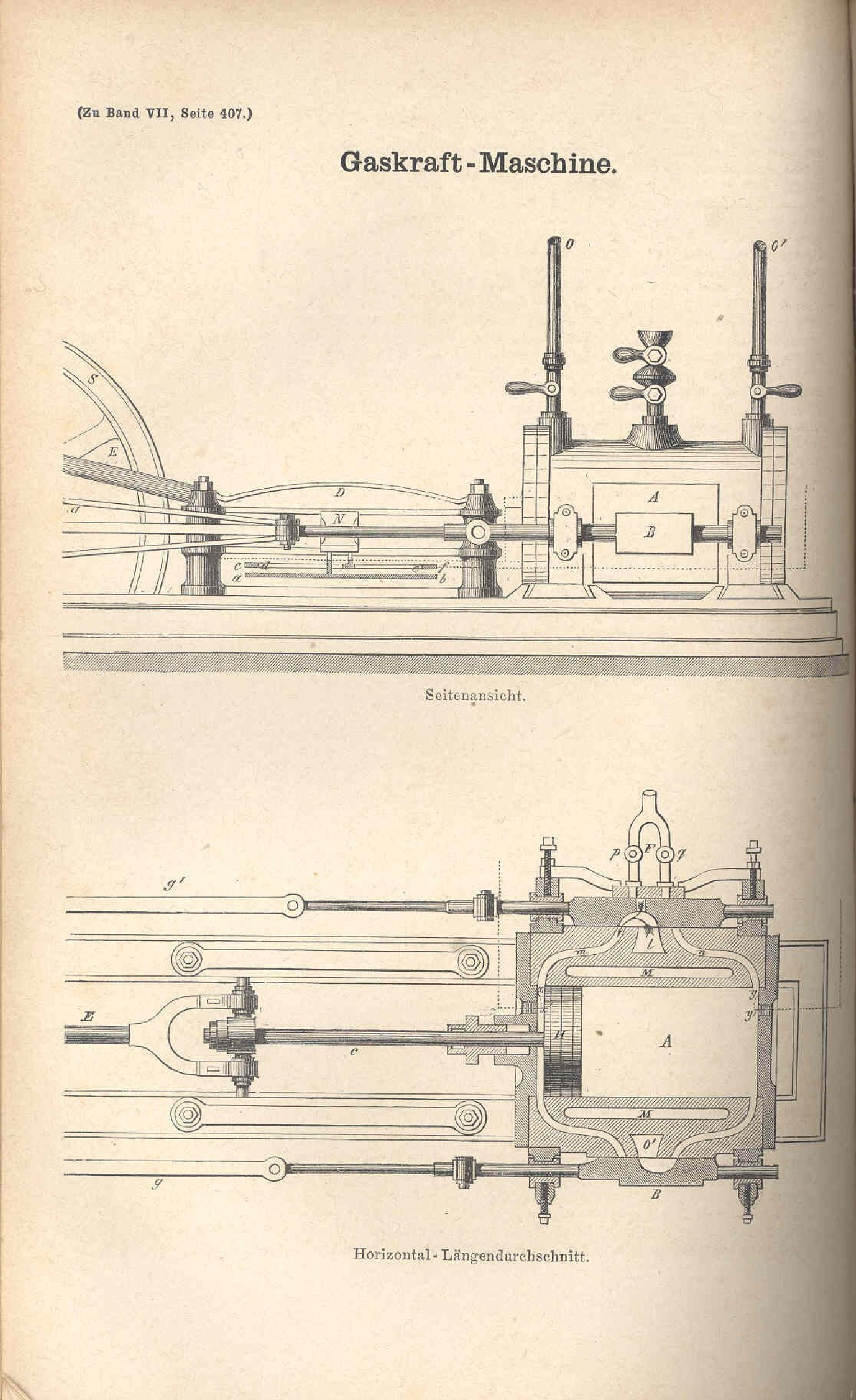
Verdichtungsloser, direkt wirkender Gas-Zweitaktmotor von Lenoir, 1861

Lenoir war davon überzeugt, dass das Potential der Dampfmaschine weitgehend ausgeschöpft war. Außerdem waren die Nachteile offensichtlich: Die Maschine muss lange angeheizt werden, ehe gearbeitet werden kann, und sie ist schwer. Die neue finanzielle Unabhängigkeit nutzte Lenoir, um seinen eigenen Motor zu bauen. Er besuchte kostenlose Vorlesungen an der École Centrale und nach einigen Monaten begann er mit der Verwirklichung in der mechanischen Werkstätte seines Freundes Hippolyte Auguste Marinoni (1823–1904) in der Rue de la Roquette im 11. Arrondissement. Marinoni, Sohn eines Polizeioffiziers und Erfinder einer Maschine zur Bearbeitung von Reis und Baumwolle, verdiente mit seiner Rotationsdruckmaschine ein Vermögen.

### Funktionsweise
Der Durchbruch gelang 1858 mit einem Stationärmotor. Lenoir entwickelte den Einzylinder im Laufe des Jahres 1859 weiter zum ersten brauchbaren Gasmotor. Zu dessen Vorzügen gehörte es, dass die Energieversorgung direkt im Haus möglich war: Der Motor musste bloß an die städtische Gasversorgung angeschlossen werden. Außerdem lief er sehr leise; der Verbrauch hingegen war hoch.
Die Konstruktion ist eine Kombination bereits bekannter Elemente mit eigener Erfindungsgabe und hat einige Ähnlichkeiten mit der Dampfmaschine. Anstatt den Brennstoff wie bei der Dampfmaschine außerhalb zu verbrennen und danach die Wärme in den Zylinder zu leiten, entsteht sie beim Gasmotor durch die Verbrennung im Inneren. Der Antrieb wirkt beim Lenoirschen Motor im Unterschied zum Flugkolbenmotor von Nikolaus Otto und Eugen Langen direkt auf die Kurbelwelle. Lenoirs Motor arbeitet als Zweitakter ohne Verdichtung; eine Broschüre des Musée des Arts et Métiers bezeichnet ihn als „Eintakter mit zwei Halbtakten“, wobei Einlass und Verbrennung den ersten und der Ausstoß den zweiten Halbtakt bilden.
Ein Zündgemisch aus Leuchtgas und Luft treibt den auf einem Patent von Robert Street beruhenden Kolben an, und dieser wiederum das Schwungrad. Es wird mit einem Flachschieber abwechselnd auf jede Seite des Kolbens geleitet, sodass dieser analog dem Gasmotor von Philippe Lebon (1767–1804) in beide Richtungen arbeitet (doppeltwirkend). Dabei wird durch die Bewegung des Kolbens gleichzeitig das im vorhergehenden Takt verbrannte Gas auf der anderen Seite ausgestoßen. Der Schieber wird über ein Exzenter von der Kurbelwelle angetrieben.
Das von Lenoir erdachte Zündsystem, von ihm inflammateur genannt, besteht aus zwei der von Robert Wilhelm Bunsen entwickelten galvanischen Elemente, die Niederspannung an einen Rühmkorffschen Induktionsapparat (Induktionsspule) weitergeben. Die von Lenoir entwickelte Zündkerze basiert auf einem von Isaac de Rivaz (1752–1828) entdeckten Prinzip. Sie besteht aus einem Mantelbolzen aus Kupfer, der einen Stift aus Porzellan mit dem Zünddraht enthält. Auch den Zündverteiler dazu konstruierte Lenoir selbst.
Wie auch bei Dampfmaschinen üblich, verwendete Lenoir einen Fliehkraftregler mit Kugeln, um einen gleichmäßigen Lauf zu erreichen. Der Prototyp drehte mit 130/min, die Serienversion mit etwa 100/min. Ein solcher Motor wog etwa 100 kg und hatte einen Hubraum von etwa 2,5 Litern. Lenoir berechnete einen Verbrauch von 500 Litern Gas pro PS und Stunde, tatsächlich liegt er bei über 3000 Litern pro PS und Stunde. Zu Lenoirs Innovationen gehören das Ventil im Zylinderkopf, der Kipphebel und das Zündsystem.
Im November 1859 meldete Lenoir den Motor zum Patent an. Zur feierlichen Unterzeichnung des Dokuments am 23. Januar 1860 mit Demonstration waren etwa 20 Personen eingeladen. Das für eine Gültigkeit von 15 Jahren ausgestellte Patent umfasst einen „Luftausdehnungsmotor durch Verbrennung von Gas“, datiert vom 24. Januar 1860, und trägt die Nummer 43624.

### Schwächen
Der Lenoir-Motor hatte einige grundlegende Nachteile: Physikalisch bedingt ist der maximale Wirkungsgrad von atmosphärischen Motoren grundsätzlich niedrig; konkrete Angaben sprechen von 3 bis 5 Prozent. Ein modernes Auto mit Benzinmotor erreicht 30 Prozent. Infolgedessen verbrauchte der Motor auch sehr viel Treibstoff. Da der Kolben beidseitig Explosionen ausgesetzt war, entwickelten sich sehr hohe Betriebstemperaturen. Mit den damaligen Werkstoffen und der möglichen Fertigungspräzision bestand schnell die Gefahr eines Kolbenklemmers. Dementsprechend benötigte der Motor viel Schmieröl sowie eine sehr leistungsfähige Wasserkühlung.

### Produktion
Einige Motoren entstanden zunächst bei Marinoni. Bereits 1859 suchte Lenoir Kapitalgeber. Mit dem Investor Gautier wurde die Société des Moteurs Lenoir mit Sitz am Boulevard de Sebastopol 101 gegründet. Kapitalisiert war die Gesellschaft mit zwei Millionen Francs. Die Produktionsstätte lag wie Marinonis Fabrik an der Rue de la Roquette; es ist unklar, ob sie im selben Gebäude untergebracht war.
Die erste Serienmaschine mit einer Leistung von 4 PS nach damaliger Berechnungsmethode wurde im Mai 1860 werbewirksam an den Drehermeister Levêque an der Rue Rousselet 35 im 7. Arrondissement ausgeliefert. In den folgenden Monaten verließen 380 Motoren mit 1 bis 4 PS das Werk; bis 1864 liefen allein in Paris 130 Lenoir-Motoren. Der Motor wurde sehr wohlwollend aufgenommen. So erhielt er an der Weltausstellung 1862 in London eine Auszeichnung.
Ein Standard-Motor kostete zwischen 1100 und 2800 Franc. Es gab ihn mit ½, 1, 2 oder 3 PS und auf Sonderbestellung als Zweizylinder mit 4 PS.
Vorteilen wie der einfachen Installation, der sofortigen Einsatzfähigkeit ohne Vorheizen, der Zuverlässigkeit und der Laufruhe standen Nachteile gegenüber; so gab es anfangs keine Motoren mit mehr als 4 PS Leistung, und Kaufpreis wie Unterhaltskosten waren hoch. Verwendung fanden sie oft in Handwerks- und kleinen Familienbetrieben wie Kleidermanufakturen, in mechanischen Werkstätten oder in Druckereien.
Unter Lizenz wurden Lenoir-Motoren in Deutschland, Großbritannien und den USA hergestellt.

### Boote
1861 brachte Lenoir einen 2-PS-Motor versuchsweise in einem Boot unter. Da Gas noch nicht mitgeführt werden konnte, musste er eine andere Treibstoffversorgung finden. Anstelle von Leuchtgas verwendete er Petroleum. Dies wiederum machte eine Vorrichtung zur Gemischaufbereitung, also eine frühe Form des Vergasers, erforderlich.
1865 baute Lenoir für den Herausgeber der Zeitschrift Le Monde Illustré, Dalloz, einen 6-PS-Motor in ein zwölf Meter langes Boot. Der Besitzer nutzte es für Vergnügungsfahrten auf der Seine.

### Hippomobile

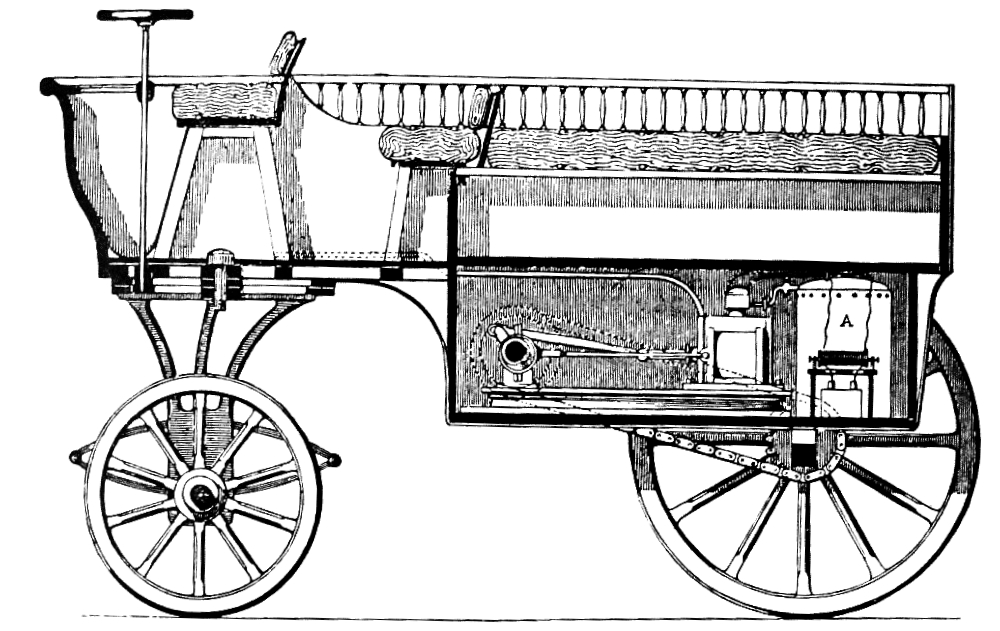
Lenoir Hippomobile (Schnittzeichnung)

Eine Version des Motors mit 1½ PS, der ebenfalls unabhängig von der stationären Gasversorgung funktionierte, baute er 1863 in einen dreirädrigen, Hippomobile genannten Wagen ein. Hier verwendete er einen Treibstoff auf Terpentin-Basis. Die Karosserie bestand aus einem hochliegenden quaderförmigen Aufbau. Darunter gab es ein Holzabteil mit der Antriebstechnik.
Mit diesem Fahrzeug fuhr er die 18 km lange Strecke von seiner Werkstatt nach Joinville-le-Pont und zurück in etwa drei Stunden. Das ergab einen Durchschnitt von 6 km/h inklusive Pausen. Die Information über die Fahrt stammt von Lenoir selbst, gilt aber als gesichert. Akten, die beim Automobile Club de France liegen, belegen die Fahrt sowie ein Patent von 1864. Das Fahrzeug wurde kein Erfolg wegen des hohen Gewichtes und des mit nur 100/min drehenden Motors.
Ein zweites Automobil entstand 1865 und wurde an den russischen Zaren Alexander II. verkauft. Keines der Fahrzeuge ist erhalten; das Hippomobile wurde im Deutsch-Französischen Krieg 1870–1871 zerstört.

### Luftschiff

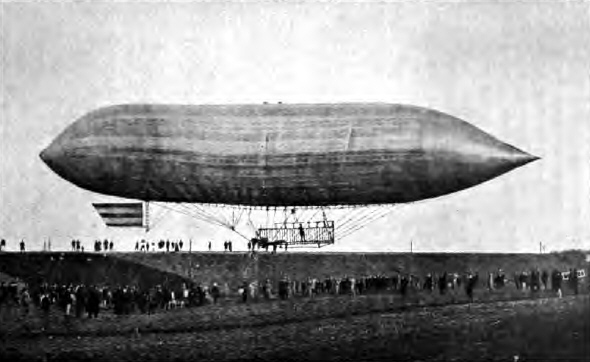
Das Luftschiff Aeolus von Paul Haenlein (1872) mit einem Lenoir-Gasmotor.

Der deutsche Maschineningenieur Paul Haenlein arbeitete seit mindestens 1864 an einem halbstarren Luftschiff, das er mit einem Gasmotor antreiben und dadurch lenkbar machen wollte. Das Gas dazu sollte der Hülle des Luftschiffs mittels Verteilerrohr entnommen werden; im gleichen Maß, wie Gas verbraucht wurde, sollte dieses durch Aufpumpen des Ballonetts mit Pressluft ausgeglichen werden. Darauf erhielt er am 1. April 1865 ein Patent. Die erste Fahrt sollte in Wiener Neustadt stattfinden, wurde aber kurzfristig nach Brünn verlegt. Sie war insofern erfolgreich, als das Luftschiff tatsächlich bis 20 Meter aufstieg und eine Geschwindigkeit von 18 km/h erreichte. Das stets von Soldaten gesicherte Fluggerät blieb aber unter seinen Möglichkeiten, weil das Brünner Stadtgas elf Prozent schwerer war als jenes von Wiener Neustadt, für welches das Luftschiff berechnet war. Damit wurde Aeolus 250 kg schwerer als vorgesehen.

## Späteres Leben und weitere Erfindungen
Der Erfolg von Lenoirs Gasmotoren dauerte nur etwa fünf Jahre an. Auf der Weltausstellung 1867 in Paris konkurrierte Ottos und Langens neuartiger Flugkolbenmotor mit 14 Gasmotoren verschiedener Hersteller und setzte sich durch. Auch Lenoir räumte dessen Überlegenheit ein und nannte seine eigene Erfindung sogar „monströs unperfekt“. Die meisten Lenoir-Motoren waren nach wenigen Jahren ausgemustert.
Étienne Lenoir hatte die Rechte an seinem Gasmotor bereits 1863 an die Compagnie Parisienne du Gaz verkauft und arbeitete neben und nach dem Gasmotor an zahlreichen weiteren unterschiedlichen Erfindungen. So konstruierte er einen Apparat „zur telegraphischen Übermittlung von geschriebenen oder gezeichneten Dokumenten“, welcher anlässlich der Belagerung von Paris (1870–1871) sogar militärisch genutzt wurde. Weitere Arbeiten betrafen eine chemische Methode zum Gerben von Leder mit Ozon. Das Verfahren verkürzte den Gerbvorgang massiv, und es war außerdem für die Angestellten gesundheitsschonender.
Seinen Lebensabend verbrachte Lenoir in geruhsamem Wohlstand in seiner Wohnung an der Rue du Bac N° 114 im Stadtteil La Varenne-St. Hilaire im 7. Pariser Arrondissement. Von hier ging er oft zum Fliegenfischen an die nahe Seine, blieb aber aktiv und verfolgte die weitere Entwicklung des Verbrennungsmotors mit Interesse. Er erkannte die Überlegenheit des Viertaktmotors von Otto und arbeitete sogar selber an einer Viertaktversion des Gasmotors, die er 1883 patentieren ließ. Dieser wurde ab 1894 von Mignon & Rouart und der Compagnie Parisienne du Gaz produziert. Den Wirkungsgrad verbesserte Lenoir auf 15 Prozent. 1886 entstand noch einmal ein Boot, das von einem solchen Motor angetrieben wurde.
Jean-Joseph Étienne Lenoir verschied in aller Stille am 4. August 1900. Er wurde auf dem Pariser Friedhof Père-Lachaise beigesetzt.

## Würdigung
Jean-Joseph Étienne Lenoir hat zwar weder den Explosions- noch den Gasmotor erfunden. Dennoch kommt diesem unter seinen 75 patentierten Erfindungen zweifellos die größte Bedeutung zu. Lenoirs Verdienst ist es, einzelne Komponenten bekannter Konstruktionen sinnvoll angeordnet und mit großem schöpferischen Elan um eigene Ideen erweitert zu haben. Zweifellos war seine Erfindung der erste wirklich einsatzfähige Gasmotor; als solcher wurde er industriell gefertigt und bildete eine Zeitlang und für eine beschränkte Nutzungsart eine echte Alternative zur Dampfmaschine und legte eine der Grundlagen für serienmäßig hergestellte Motorfahrzeuge zu Land, zu Wasser und in der Luft.
Gottlieb Daimler sah den Motor schon 1860 in Paris, ohne dass dieser ihn beeindruckt hätte. Lenoirs Erfindung hat aber eine andere, eher unerwartete Auswirkung: Nicolaus Otto ließ 1861 einen Lenoir-Motor nachbauen und erkannte, dass er mit Spiritus besser laufen würde. Die Entwicklung eines zuverlässigen Vergasers zur Gemischaufbereitung benötigte viel Zeit; einer der Gründe dafür, dass Otto erst 1878 sein Patent erhielt. Es ist nicht ohne Ironie, dass Lenoir auch hier auf dem richtigen Weg war; seine mit Petroleum oder Terpentin betriebenen Fahrzeuge benötigten ebenfalls einen Vergaser.
1864 präsentierte Otto seinen Flugkolbenmotor. Auch dieser war unverdichtet. Es handelte sich dabei um einen weiteren logischen Schritt weg vom Dampfmaschinenbau. Die Explosion erfolgte nur noch auf einer Seite des Kolbens; die Antriebswelle regulierte nun die Geschwindigkeit der Kolbenbewegung unabhängig von der Drehzahl des Schwungrades, was zu einer drastischen Reduktion des Treibstoffverbrauchs führte.

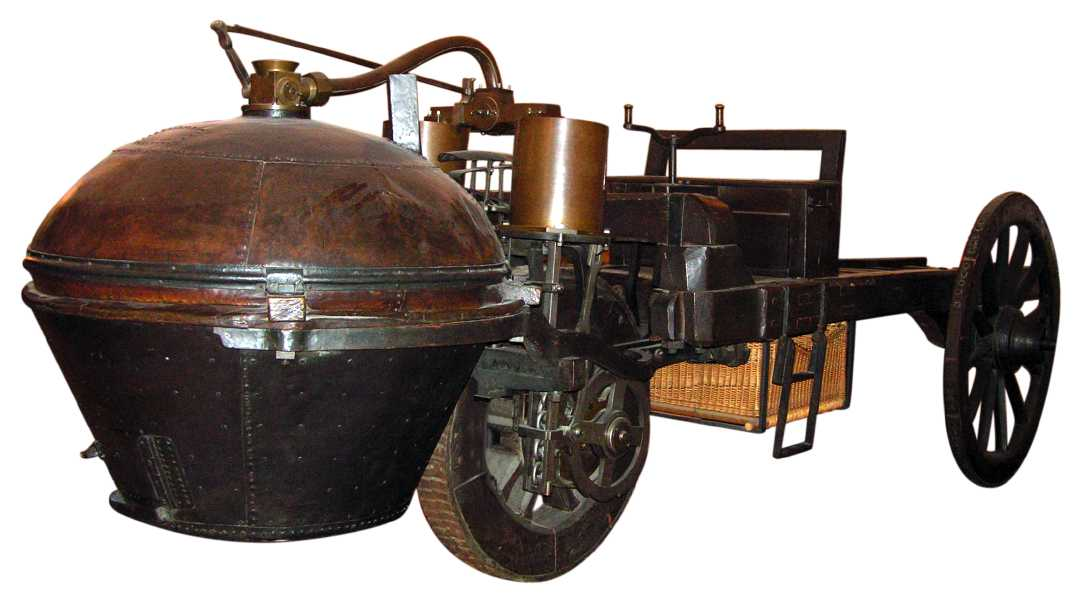
Der Fardier von Nicholas Cugnot (1771)

War das Hippomobile das erste „richtige“ Auto? In dem Sinne, dass es eine größere Strecke aus eigener Kraft zurücklegen konnte, und das weitaus besser, als es der Fardier und andere frühere Konstruktionen konnten: Ja. Das sah offenbar auch der Automobile Club de France (ACF) so, der Lenoir am 16. Juli 1900 eine Plakette überreichte „in Anerkennung der großen Verdienste durch die Erfindung des Gasmotors und den Bau des ersten Automobils der Welt“. Allerdings eignete sich der Gasmotor schlecht für mobile Anwendungen. Es ist kein Zufall, dass Lenoir nur drei Boote und zwei Landfahrzeuge mit seinem Motor ausrüstete.
Nach ihm orientierte sich Nicolaus Otto bei der Entwicklung seines Viertaktmotors an diesem Gasmotor, der allein dadurch ein wichtiger Meilenstein auf dem Weg zum Automobil wurde. Für den Experimentalphysiker Louis Leprince-Ringuet (1901–2000) war Lenoir „einer der 100 größten Erfinder aller Zeiten“.
Originalmotoren Lenoirs sind im Deutschen Museum in München, in Köln, Wien, Prag und London ausgestellt; das erwähnte Musée des Art et Métiers in Paris besitzt zwei (von 1861 und 1862) sowie das Modell eines Lenoir-Viertakters und einen Lenoir-Telegraphen. Hier wird auch Cugnots Fardier präsentiert.

## Ehrungen
- 1878: Prix Montyon des Institut de France für seine Methode zur Oberflächenbearbeitung von Glas[1]
- 1880: Grand prix d’Argenteuil der Société d'encouragement à l'Industrie nationale für seine Methode zum Gerben von Leder[2][1]
- 1881: Französische Staatsbürgerschaft[2][1]
- 1881: Chevalier (Ritter) der Französischen Ehrenlegion wegen seiner Verdienste bei der Verteidigung von Paris (Fernmeldetechnik); zusammen mit der Staatsbürgerschaft[2][1]
- 1900: Verdienstplakette des ACF[1]
- Sonderbriefmarke Monaco € 1.75 150 Jahre Erfindung des Gasmotors[2]
- Sonderbriefmarke Belgien € 4 + 1[2]

Zu Lenoirs Ehren wurden eine Marmorstatue in Virton und ein Monument in Arlon errichtet. Hier ist auch eine Straße nach ihm benannt. Eine Marmorinschrift findet sich in Musée des Arts et Métiers, weitere Inschriften gibt es am Geburtshaus an der Grand rue und am Grundschulhaus in Mussy-La-Ville.